# Ich lebe, mein Herze, zu deinem Ergötzen
Ich lebe, mein Herze, zu deinem Ergötzen (Je vis, mon cœur, pour ta délectation) (BWV 145), est une cantate religieuse de Johann Sebastian Bach composée à Leipzig en 1729 pour le mardi de Pâques qui tombait cette année le 19 avril. Pour cette destination liturgique, deux autres cantates ont franchi le seuil de la postérité : les BWV 134 et 158.
Le texte est de Christian Friedrich Henrici (Picander), texte auquel Bach lui-même a probablement participé dans les premier et deuxième mouvements.
Le thème du choral est basé sur le psaume « Erschienen ist der herrlich Tag », utilisé par Martin Luther, entre autres, dans les années 1500. Il pouvait également être utilisé comme chant grégorien pour Pâques.

## Histoire et livret
La cantate n'existe plus que sur une copie tardive. Le texte des cinq mouvements pour le troisième jour de Pâques est publié dans le volume annuel de cantates de Picander de 1728, aussi une première représentation le 19 avril 1729 est-elle possible,.
Les lectures prescrites pour ce jour de fête sont tirées des Actes des Apôtres, le sermon de Paul à Antioche (13 :26–33) et de l'Évangile selon Luc, l'apparition de Jésus aux apôtres à Jérusalem (24 :36–47). Les cinq mouvements sur le texte de Picander paraissent assez courts pour cet objet aussi Alfred Dürr suggère-t-il que Bach a peut-être ajouté une sinfonia, comme dans deux cantates de cette période, la BWV 174 et la BWV 188, concédant qu'aucune source ne peut alimenter cette proposition. À la place, dans la copie, les cinq mouvements de Picander sont précédés de deux mouvements, l'un en quatre parties de la première strophe du choral Auf, mein Herz, des Herren Ta (ca. 1700) de Caspar Neumann, puis le premier mouvement d'une cantate de Georg Philipp Telemann, So du mit deinem Munde bekennest Jesum, paraphrase de l'Épître aux Romains (10 :9). Le commencement de ce dernier mouvement sert de titre à la copie. Il est possible que les deux mouvements aient été ajoutés après la mort de Bach pour rendre la cantate à même d'être jouée le dimanche de Pâques. Dans son texte, Picander ne renvoie pas à une lecture particulière pour le troisième jour de Pâques. Selon Klaus Hofmann, Carl Philipp Emanuel Bach a développé la cantate de ces deux mouvements additionnels à Hambourg (après 1768) et arrangé lui-même le premier mouvement. Selon Christoph Wolff, la cantate a peut-être été organisée par Carl Friedrich Zelter pour la Berlin Singakademie (en). Le choral de clôture est la quatorzième et dernière strophe du cantique de Pâques Erschienen ist der herrlich Tag de Nikolaus Herman.

## Structure et instrumentation
La cantate est écrite pour trompette, flûte traversière, deux hautbois d'amour, deux violons et basse continue, trois solistes vocaux (soprano, ténor, basse) et chœur à quatre voix.
Il y a sept mouvements :
1. chœur : Auf, mein Herz, des Herren Tag
2. chœur : So du mit deinem Munde bekennest Jesum
3. aria (soprano et ténor) : Ich lebe, mein Herze, zu deinem Ergötzen
4. récitatif (ténor) : Nun fordre, Moses, wie du willt
5. aria (basse) : Merke, mein Herze, beständig nur dies
6. récitatif (soprano) : Mein Jesus lebt
7. chœur : Drum wir auch billig fröhlich sein

## Musique
Le premier mouvement ajouté est une disposition en quatre parties de la strophe du choral. Le mouvement de Telemann est en deux parties, un duo et un choral fugué, avec cordes et instruments à vent colla parte ainsi qu'une flûte partiellement indépendante. Dans la cantate de Telemann, ce mouvement est précédé d'une introduction instrumentale sur le même thème.
La musique sur le texte de Picander commence dans le troisième mouvement, un duo avec violon obbligato. Le ténor exprime la position de Jésus Ich lebe, mein Herze, zu deinem Ergötzen (« Je vis, mon cœur, pour ton plaisir ») tandis que la soprano répond à la place du croyant : Du lebest, mein Jesu, zu meinem Ergötzen (Tu vis mon Jésus, pour mon plaisir). Le mouvement ressemble aux duos des cantates profanes de Bach et il est possible qu'il s'agisse d'une parodie musicale d'une œuvre inconnue. Il est inhabituel que Bach fasse représenter la vox Christi par le ténor,. Le récitatif secco suivant se termine en arioso pour mettre l'accent sur les mots Mein Herz, das merke dir! (« remarque, mon cœur !»), idée reprise dans l'aria de basse qui suit. Tous les instruments, sauf l'alto, participent à cette aria qui possède un caractère dansant marqué aux périodes régulières et qui est peut-être aussi une parodie d'une pièce profane,. La cantate se termine par une disposition en quatre parties de la dernière strophe du choral de Pâques Erschienen ist der herrlich Tag.

## Source
- (en) Cet article est partiellement ou en totalité issu de l’article de Wikipédia en anglais intitulé « Ich lebe, mein Herze, zu deinem Ergötzen, BWV 145 » (voir la liste des auteurs).